# Slobidka, Bahmaci
Slobidka (în ucraineană Слобідка) este un sat în comuna Obmaciv din raionul Bahmaci, regiunea Cernihiv, Ucraina.

## Demografie
Componența lingvistică a localității Slobidka
     Ucraineană (100%)
Conform recensământului din 2001, toată populația localității Slobidka era vorbitoare de ucraineană (100%).